# Installatieautomaat

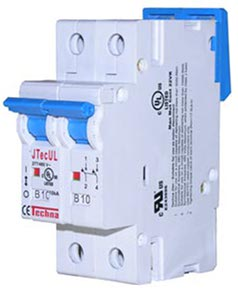
Een tweepolige installatieautomaat

Een installatieautomaat, ook wel maximumschakelaar, zekeringautomaat of kortweg automaat genoemd, beschermt de bedrading van elektrische installaties tegen schade door te hoge elektrische stromen.
De automaat onderbreekt het elektrische circuit als door kortsluiting of overbelasting een te hoge stroomsterkte in een groep of installatie ontstaat. Bij een plotselinge hoge stroomstoot (kortsluiting) geschiedt het uitschakelen nagenoeg zonder tijdsverloop door een elektromagneet. Bij overbelasting vindt uitschakeling plaats door middel van een bimetaal.
Installatieautomaten vervangen de klassieke porseleinen smeltpatronen. Bij moderne huisinstallaties zijn installatieautomaten evenals aardlekautomaten, naast aardlekschakelaars, het hoofdbestanddeel van de verdeelkast (groepenkast). De eerst beschikbare automaten waren messchakelaars met een ontgrendelmechanisme en een elektromagneet. De voorloper van de huidige installatieautomaten waren de pasco's; DII zekeringhouders voor DIN-rail montage met een ingebouwde groepsschakelaar. Daarna kwamen de eerste installatieautomaten van onder andere Holec en ABB, deze waren 1,5 module breed vanwege het aparte schakelcontact op de nulleider mee te schakelen.
Er bestaan ook schroefautomaten die in de plaats van smeltpatronen gezet kunnen worden, echter zijn de meeste hiervan onbetrouwbaar doordat ze niet kortsluitvast zijn of te langzaam reageren op een overbelasting (blijven hangen).
Vaak hebben deze dan ook geen KEMA-KEUR in tegenstelling tot de huidige installatie- en aardlekautomaten (ook de goedkopere) evenals (oudere) installaties met smeltpatronen, daarom zijn schroefautomaten in de meeste bouwmarkten niet meer te koop.
Tegenwoordig worden overwegend installatieautomaten toegepast voor vaste montage (sokkelautomaten). Montage op de achterwand van de installatiekast gebeurt in de regel door middel van een DIN-rail.
Er bestaan verschillende typen installatieautomaten, waarvan de meest voorkomende in huisinstallaties de 1P+N-automaat is. Dit type automaat is eenpolig met afschakelbare nulleider: alleen de fasegeleider is beveiligd met een overstroominrichting, maar zowel de fase als de nulleider worden uitgeschakeld bij een fout. In Nederland is het verplicht dat ook de nul in woninginstallaties wordt mee geschakeld, om zo volledige galvanische scheiding te waarborgen bij uitschakeling. Dit verklaart ook waarom in oudere installaties vaak een aparte groepsschakelaar aanwezig is boven de smeltveiligheid, meestal in de vorm van een wip- of draaischakelaar.
Andere veelgebruikte typen zijn:
- 2P-automaten (tweepolig): beide geleiders zijn voorzien van een overstroombeveiliging. Deze worden met name gebruikt in installaties waar zowel fase als nul beveiligd moeten worden, zoals bij bepaalde krachtgroepen of bij beschermingsmaatregelen in TT- of IT-stelsels.
- 3P-automaten (driepolig): voorzien van drie overstroombeveiligingen, meestal toegepast bij driefasige systemen zonder nul, zoals bij krachtstroommotoren.
- 3P+N-automaten (driepolig met nulleider): drie overstroombeveiligingen voor de drie fasen en een afschakelbare, maar niet-beveiligde nulleider. Deze worden gebruikt in 3-fasen installaties met nul, bijvoorbeeld bij aansluitingen met een Perilex-systeem of kookgroepen.

Om ervoor te zorgen dat de automaten bij diverse specifieke omstandigheden niet te laat of onnodig aanspreken zijn deze verkrijgbaar met verschillende uitschakelkarakteristieken. Installatieautomaten worden aangeduid met een karakteristieke karakteristiekletter, zoals B, C of D, gevolgd door een nominale stroomwaarde in ampère (bijvoorbeeld B16 voor een automaat met B-karakteristiek en 16 ampère). De karakteristiek bepaalt bij welke stroomsterkte de automaat uitschakelt:
- B-karakteristiek: schakelt uit bij een kortsluitstroom van 3 tot 5 × de nominale stroom; geschikt voor standaard huisinstallaties.
- C-karakteristiek: schakelt uit bij 5 tot 10 × de nominale stroom; geschikt voor installaties met hogere inschakelstromen, zoals bij motoren of transformatoren.
- D-karakteristiek: schakelt uit bij 10 tot 20 × de nominale stroom; gebruikt bij zware inductieve belastingen.

Voor verlichting en verwarmingstoestellen, die een lage inschakelstroom hebben, gebruikt men een B-karakteristiek. Dit is de meest toegepaste automaat bij huisinstallaties. Automaten met een C-karakteristiek worden gebruikt bij wat grotere (in)schakelstromen zoals motoren. Automaten met een D-karakteristiek worden bijvoorbeeld voor transformatoren gebruikt. Voor industriële toepassingen zijn er nog andere karakteristieken, speciaal voor de beveiliging van bijvoorbeeld installaties met halfgeleiders. Ook moet er afhankelijk van het gebruikte karakteristiek van de automaat rekening gehouden worden met de hoogte van de circuitweerstand zodat deze tijdig aanspreekt.
Een ander criterium voor installatieautomaten is de kortsluitvastheid van de automaat. Als een installatie waarin zich automaten bevinden zich dicht bij de voedende transformator bevindt, zal de kortsluitstroom die kan gaan vloeien veel groter zijn dan wanneer deze installatie (veel) verder van de transformator is verwijderd. In het geval dat de installatie dicht bij de transformator is, kan de kortsluitstroom enkele tot vele kA groot zijn. In huisinstallaties zal meestal de kortsluitstroom onder het afschakelvermogen van de automaat blijven, door de stroombegrenzende eigenschap van de kleine hoofdzekering (25A of 35A) en de weerstand van de bedrading. Een automaat moet een kortsluiting kunnen afschakelen zonder direct onbruikbaar te worden. Hierbij mag ook geen brand worden veroorzaakt en mag er geen gevaar zijn voor mensen in de nabijheid van het automaat. Op de automaten die vandaag de dag in installaties worden gebruikt is de maximaal af te schakelen kortsluitstroom aangegeven.
Om ervoor te zorgen dat het afschakelvermogen niet wordt overschreden, wordt er bij grotere installaties rekening gehouden met de circuitweerstand door b.v. smeltpatronen als voorbeveiliging te gebruiken en door b.v. een extra lange kabellengte te gebruiken voor een hogere circuitweerstand, dit omdat in grote installaties het niet zo mag zijn dat bij een volledige kortsluiting direct de voorliggende beveiling wordt aangesproken.

## Werking

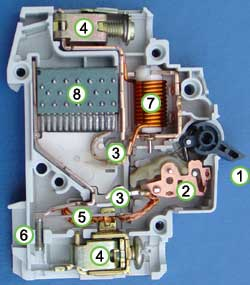
Doorsnede van een installatieautomaat
1. bedieningshefboom, opent en sluit de contacten.
2. schakelmechanisme
3. schakelcontacten
4. aansluitingen
5. bimetaal
6. ijkschroef - om de schakelstroom precies in te stellen na fabricage
7. spoeltje
8. vlamboogdover

De overstroombeveiliging van een installatieautomaat is een samenspel van twee in serie (achter elkaar) geschakelde elementen:
- Het eerste element is een magnetische beveiliging in de vorm van een elektromagneet (spoeltje). Dit element werkt zodra de overstroom plotseling zeer grote waarden gaat aannemen door bijvoorbeeld kortsluiting. Zodra er een kortsluitstroom gaat vloeien zal het spoeltje door het daarin opgewekte magnetisme een palletje tegen het uitschakelmechanisme schieten waardoor de automaat zal uitschakelen. Magnetische uitschakeling gebeurt zeer snel (ca. 10 ms).
- Het tweede element is datgene dat beveiligt tegen overbelasting. Dit is een thermische beveiliging met bimetaal. Bij langdurige te grote stroom treedt opwarming op van het bimetaal. Dit plooit door en bedient een palletje tegen het uitschakelmechanisme waardoor de automaat zal uitschakelen. Thermische uitschakeling is traag, dit komt omdat het enige tijd duurt alvorens het bimetaal zo warm wordt dat het gaat kromtrekken, hierdoor ontstaat een vertraging in de uitschakeling.

De overstroombeveiliging beveiligt de installatie enkel tegen kortsluiting en overbelasting, maar niet tegen verliesstromen (aardfouten), als hiervan de stroomsterkte niet groter is dan de waarde van de beveiliging.
Om de gebruikers te beschermen tegen elektrocutie, en om te voorkomen dat bij een slechte aarding door een aardfout de aarding spanning gaat voeren, moet de installatie voorzien zijn van aardlekschakelaars. Tegenwoordig worden steeds vaker aardlekautomaten toegepast; een combinatie van een aardlekschakelaar en een installatieautomaat in één behuizing.
De allereerste aardlekautomaten waren beschikbaar in 1985, deze waren van Holec en werden in de volksmond ook wel een Alomaat of Alamat genoemd. Het voordeel van aardlekautomaten is dat alleen de groep met de storing wordt uitgeschakeld en niet meerdere groepen.

## De curve

Rood: curve B, blauw: curve C

De ligging van de magnetische drempel bepaalt de 'curve' van de automaat. De elektrische kring moet zo berekend zijn dat de kleinste kortsluitstroom de automaat magnetisch doet uitschakelen. Dit is belangrijk voor het beveiligen van lange kabels met een kleine doorsnede (mm²). Indien de kortsluitstroom te klein is, moet ofwel een lagere magnetische drempel genomen worden ofwel een kabel met grotere doorsnede (mm²).
- Curve B: lage magnetische drempel ca. 3 à 5 × In
- Curve C: normale magnetische drempel ca. 5 à 10 × In
- Curve D: hoge magnetische drempel ca. 10 à 20 × In

## Uitschakelingstijden bij automaten
de karakteristiek van modulaire automaat bestaat uit twee belangrijke gebieden:
- het thermisch gedeelte beveiligt tegen overbelasting, waarbij het schakelcommando afkomstig is van het bimetaal met schakeltijden van minimaal 0,1 s. Bij een stroom van 1,5 × Iₙ moet de automaat binnen het uur afschakelen.
- het magnetische gedeelte beveiligt tegen kortsluiting, waarbij het schakelcommando afkomstig is van de elektromagneet met schakeltijden van maximaal 0,1 s.

Vanaf welke stroomsterkte een automaat magnetisch reageert hangt af van het type karakteristiek
B-karakteristiek
- thermisch tot 3 × Iₙ (Iₙ = nominale stroom)
- zeker magnetisch vanaf 5 × Iₙ
- bij kleine start- of inschakelstromen, zoals elektrische verwarming, boilers, elektrische fornuizen

C-karakteristiek
- thermisch tot 5 × Iₙ
- zeker magnetisch vanaf 10 × Iₙ
- bij middelgrote start- of inschakelstromen, zoals verlichting (gloeilampen, halogeen, tl), wasmachine, stofzuiger, ijskast en diepvries, toepassingen van de B-karakteristiek

D-karakteristiek 
- thermisch tot 10 × Iₙ
- zeker magnetisch vanaf 20 × Iₙ
- bij grote start- of inschakelstromen, zoals netspanningsstabilatoren, lasposten, motoren van werktuigmachines